# Change (album des Sugababes)
Pour les articles homonymes, voir Change.
Albums de Sugababes
Taller In More Ways
(2005) Catfights and Spotlights
(2008)
Change est le cinquième album studio des Sugababes. Sa date de commercialisation au Royaume-Uni est le 8 octobre 2007.
C'est durant l'été 2007 que les filles retournent en studio pour travailler avec des producteurs américains pour faire suite à leur quatrième album, Taller In More Ways.
Le premier single à être extrait de cet album intitulé About You Now, est sorti le 24 septembre 2007 sur les plates-formes de téléchargements et une semaine plus tard dans le commerce. Ce titre, produit par Dr. Luke, devient le sixième single à se hisser à la première place des meilleures ventes de singles au Royaume-Uni. Deux autres pistes, Change, et Denial, sont également confirmées pour figurer sur ce nouvel album par le magazine britannique AXM. L'article mentionne également l'ambition des filles de s'attaquer au marché américain.
Le 30 août 2007, le groupe se produit lors de l'émission The Album Chart Show en interprétant leur premier single ainsi que quelques titres du nouvel album. C'est alors qu'elles confirment que l'album s'appellera bien Change et non Everything Changes comme certaines rumeurs le laissaient penser.
Peter Robinson, un journaliste de Popjustice, dit du morceau Never Gonna Dance Again qu'il est "si étonnant et si triste qu'il me donne envie d'exploser". Cette chanson est produite par Xenomania. Kim Dawson du Daily Star dit elle que cette chanson est "un mid-tempo envoûtant avec des inspirations aux rythmes d'Ibiza". Robinson décrit également My Love Is Pink comme étant vraiment très très bon, tandis que Dawson la décrit elle comme "distillant un quelque chose de spécial". Dawson également fait une bonne critique du titre Surprise. Elle constate que les Sugababes sont "passées à un niveau supérieur". Au sujet de Back Down, produit par Novel, titre s'inspirant d'un son reggae, Amelle a déclaré dans une interview que cette chanson se détachait du reste de l'album par son originalité et qu'elle espérait que celui-ci deviendrait un single.
Le deuxième single fut révélé sur le site internet du Daily Star, il s'agit du titre Change', et il sortit le 17 décembre 2007. En troisième single, c'est le titre My Love Is Pink qui a été retenu mais pour une sortie digitale uniquement, car le réel single physique suivant est Denial.

## Liste des pistes

### Édition britannique
| #   | Titre                                                   | Auteurs et producteurs                                                                                            | Durée      |
| --- | ------------------------------------------------------- | --- | ---------- |
| 1.  | About You Now                                           | Auteur(s): C. Dennis, L. Gottwald Producteur(s): Dr. Luke                                                         | 3 min 32 s |
| 2.  | Never Gonna Dance Again                                 | Auteur(s): K. Buchanan, H. Range, M. Cooper, B. Higgins, T. Powell, L. Cowling, N. Coler Producteur(s): Xenomania | 3 min 44 s |
| 3.  | Denial                                                  | Auteur(s): K. Buchanan, H. Range, A. Berrabah, F. Turner, E. Malloy, V. Brown Producteur(s): Flex Turner          | 3 min 30 s |
| 4.  | My Love Is Pink                                         | Auteur(s): K. Buchanan, H. Range, M. Cooper, B. Higgins, T. Powell, L. Cowling, N. Coler Producteur(s): Xenomania | 3 min 43 s |
| 5.  | Change                                                  | Auteur(s): L.H. Jensen, M.M. Larsen, N. Scarlett, H. Range, K. Buchanan, A. Berrabah Producteur(s): Deekay        | 3 min 42 s |
| 6.  | Back When                                               | Auteur(s): D. Austin, G. White Producteur(s): Dallas Austin                                                       | 3 min 56 s |
| 7.  | Surprise (Goodbye)                                      | Auteur(s): C. Dennis, L. Gottwald Producteur(s): Dr. Luke                                                         | 3 min 05 s |
| 8.  | Back Down                                               | Auteur(s): A. 'Novel' Stevenson, T. Reyes, K. Buchanan, H. Range, A. Berrabah Producteur(s): Novel                | 3 min 21 s |
| 9.  | Mended by You                                           | Auteur(s): H. Range, K. Buchanan, J. 'Rockstar' Lipsey, K. Poole, J. Shaw Producteur(s): Jony Rockstar            | 3 min 33 s |
| 10. | 3 Spoons of Suga [Piste bonus de l'édition britannique] | Auteur(s): H. Range, K. Buchanan, J. 'Rockstar' Lipsey, K. Poole, J. Shaw Producteur(s): Jony Rockstar            | 3 min 51 s |
| 11. | Open the Door                                           | Auteur(s): K. Buchanan, H. Range, C. Dennis, L. Gottwald Producteur(s): Dr. Luke                                  | 3 min 15 s |
| 12. | Undignified                                             | Auteur(s): T. Nichols, F. Turner, K. Buchanan, H. Range, A. Berrabah Producteur(s): Flex Turner                   | 3 min 45 s |

### Édition française
L'édition française de l'album Change se présente comme un best of et reprend donc les mêmes titres que le best of Overload sorti en 2006. On retrouve en plus les singles de l'album original. La pochette de l'album est la même, seule diffère la couleur du nom Change.
1. About You Now
2. Change
3. Denial
4. Freak Like Me
5. Round Round
6. Red Dress
7. In the Middle
8. Stronger
9. Shape
10. Overload
11. Good to Be Gone
12. Caught in a Moment
13. Ugly
14. Easy
15. Too Lost in You
16. Hole in the Head
17. Push the Button

## Classements hebdomadaires
| Classement (2007-2008)        | Meilleure place |
| ----------------------------- | --------------- |
| Allemagne (Media Control AG)  | 33              |
| Autriche (Ö3 Austria Top 40)  | 32              |
| France (SNEP)                 | 105             |
| Irlande (IRMA)                | 10              |
| Pays-Bas (Mega Album Top 100) | 69              |
| Royaume-Uni (UK Albums Chart) | 1               |
| Royaume-Uni (R&B Albums)      | 1               |
| Suisse (Schweizer Hitparade)  | 14              |

## Certifications
| Pays              | Certification | Unités certifiées |
| ----------------- | ------------- | ----------------- |
| Irlande (IRMA)    | Platine       | 15 000            |
| Royaume-Uni (BPI) | Platine       | 300 000           |